# Золотой глобус (премия, 1965)
22-я церемония вручения наград премии «Золотой глобус»

8 февраля 1965 года
Лучший фильм (драма): 

«Бекет»
Лучший фильм (комедия или мюзикл): 

«Моя прекрасная леди»
Лучшое ТВ-шоу: 

«Жулики»
< 21-я Церемонии вручения 23-я >
22-я церемония вручения наград премии «Золотой глобус» за заслуги в области кинематографа и телевидения за 1964 год состоялась 8 февраля 1965 года в Cocoanut Grove, Ambassador Hotel (Лос-Анджелес, Калифорния, США). Номинанты были объявлены 13 января 1965.

## Список лауреатов и номинантов
• Победители выделены отдельным цветом. 

### Игровое кино
| Категории                                                            | Лауреаты и номинанты                                                                             | Лауреаты и номинанты                                                        |
| -------------------------------------------------------------------- | ------------------------------------------------------------------------------------------------ | --------------------------------------------------------------------------- |
| Лучший фильм (драма)                                                 | • Бекет / Becket                                                                                 | • Бекет / Becket                                                            |
| Лучший фильм (драма)                                                 | • Меловой сад / The Chalk Garden                                                                 |                                                                             |
| Лучший фильм (драма)                                                 | • Дорогое сердце / Dear Heart                                                                    |                                                                             |
| Лучший фильм (драма)                                                 | • Ночь игуаны / The Night of the Iguana                                                          |                                                                             |
| Лучший фильм (драма)                                                 | • Грек Зорба / Zorba the Greek                                                                   |                                                                             |
| Лучший фильм (комедия или мюзикл)                                    | • Моя прекрасная леди / My Fair Lady                                                             | • Моя прекрасная леди / My Fair Lady                                        |
| Лучший фильм (комедия или мюзикл)                                    | • Папа Гусь / Father Goose                                                                       |                                                                             |
| Лучший фильм (комедия или мюзикл)                                    | • Мэри Поппинс / Mary Poppins                                                                    |                                                                             |
| Лучший фильм (комедия или мюзикл)                                    | • Мир Генри Ориента / The World of Henry Orient                                                  |                                                                             |
| Лучший фильм (комедия или мюзикл)                                    | • Непотопляемая Молли Браун / The Unsinkable Molly Brown                                         |                                                                             |
| Лучший режиссёр                                                      | Джордж Кьюкор                                                                                    | • Джордж Кьюкор за фильм «Моя прекрасная леди»                              |
| Лучший режиссёр                                                      | Джордж Кьюкор                                                                                    | • Михалис Какояннис — «Грек Зорба»                                          |
| Лучший режиссёр                                                      | Джордж Кьюкор                                                                                    | • Джон Франкенхаймер — «Семь дней в мае»                                    |
| Лучший режиссёр                                                      | Джордж Кьюкор                                                                                    | • Питер Гленвилл — «Бекет»                                                  |
| Лучший режиссёр                                                      | Джордж Кьюкор                                                                                    | • Джон Хьюстон — «Ночь игуаны»                                              |
| Лучшая мужская роль (драма)                                          |                                                                                                  | • Питер О’Тул — «Бекет» (за роль короля Англии Генриха II)                  |
| Лучшая мужская роль (драма)                                          | • Ричард Бёртон — «Бекет» (за роль Томаса Бекета)                                                |                                                                             |
| Лучшая мужская роль (драма)                                          | • Энтони Франчоза — «Рио Кончос» (англ.) (за роль Хуана Луиса Родригеса / Мартинеса)             |                                                                             |
| Лучшая мужская роль (драма)                                          | • Фредрик Марч — «Семь дней в мае» (за роль президента Джордана Лимена)                          |                                                                             |
| Лучшая мужская роль (драма)                                          | • Энтони Куинн — «Грек Зорба» (за роль Алексиса Зорбы)                                           |                                                                             |
| Лучшая женская роль (драма)                                          |                                                                                                  | • Энн Бэнкрофт — «Пожиратель тыкв» (за роль Джо Армитаж)                    |
| Лучшая женская роль (драма)                                          | • Ава Гарднер — «Ночь игуаны» (за роль Мэксин Фолк)                                              |                                                                             |
| Лучшая женская роль (драма)                                          | • Рита Хейворт — «Мир цирка» (англ.) (за роль Лили Альфредо)                                     |                                                                             |
| Лучшая женская роль (драма)                                          | • Джеральдин Пейдж — «Дорогое сердце» (за роль Эви Джексон)                                      |                                                                             |
| Лучшая женская роль (драма)                                          | • Джин Сиберг — «Лилит» (за роль Лилит Артур)                                                    |                                                                             |
| Лучшая мужская роль (комедия или мюзикл)                             |                                                                                                  | • Рекс Харрисон — «Моя прекрасная леди» (за роль профессора Генри Хиггинса) |
| Лучшая мужская роль (комедия или мюзикл)                             | • Дик Ван Дайк — «Мэри Поппинс» (за роль Берта / мистера Доуэса Сеньора)                         |                                                                             |
| Лучшая мужская роль (комедия или мюзикл)                             | • Марчелло Мастроянни — «Брак по-итальянски» (за роль Доменико Сориано)                          |                                                                             |
| Лучшая мужская роль (комедия или мюзикл)                             | • Питер Селлерс — «Розовая Пантера» (за роль инспектора Жака Клузо)                              |                                                                             |
| Лучшая мужская роль (комедия или мюзикл)                             | • Питер Устинов — «Топкапи» (за роль Артура Саймона Симпсона)                                    |                                                                             |
| Лучшая женская роль (комедия или мюзикл)                             |                                                                                                  | • Джули Эндрюс — «Мэри Поппинс» (за роль Мэри Поппинс)                      |
| Лучшая женская роль (комедия или мюзикл)                             | • Одри Хепбёрн — «Моя прекрасная леди» (за роль Элизы Дулиттл)                                   |                                                                             |
| Лучшая женская роль (комедия или мюзикл)                             | • Софи Лорен — «Брак по-итальянски» (за роль Филумены Мартурано)                                 |                                                                             |
| Лучшая женская роль (комедия или мюзикл)                             | • Мелина Меркури — «Топкапи» (за роль Элизабет Липп)                                             |                                                                             |
| Лучшая женская роль (комедия или мюзикл)                             | • Дебби Рейнольдс — «Непотопляемая Молли Браун» (за роль Молли Браун)                            |                                                                             |
| Лучшая мужская роль второго плана                                    |                                                                                                  | • Эдмонд О’Брайен — «Семь дней в мае» (за роль сенатора Реймонда Кларка)    |
| Лучшая мужская роль второго плана                                    | • Сирил Делеванти — «Ночь игуаны» (за роль Нонно)                                                |                                                                             |
| Лучшая мужская роль второго плана                                    | • Стэнли Холлоуэй — «Моя прекрасная леди» (за роль Альфреда П. Дулиттла)                         |                                                                             |
| Лучшая мужская роль второго плана                                    | • Ли Трейси — «Самый достойный» (за роль президента Арта Хокстэйдера)                            |                                                                             |
| Лучшая мужская роль второго плана                                    | • Гилберт Роланд — «Осень шайеннов» (за роль вождя «Тупой Нож»)                                  |                                                                             |
| Лучшая женская роль второго плана                                    |                                                                                                  | • Агнес Мурхед — «Тише, тише, милая Шарлотта» (за роль Велмы Кратер)        |
| Лучшая женская роль второго плана                                    | • Элизабет Эшли — «Воротилы» (англ.) (за роль Моники Уинтроп)                                    |                                                                             |
| Лучшая женская роль второго плана                                    | • Грейсон Холл — «Ночь игуаны» (за роль Джудит Феллоуз)                                          |                                                                             |
| Лучшая женская роль второго плана                                    | • Лиля Кедрова — «Грек Зорба» (за роль мадам Гортензии)                                          |                                                                             |
| Лучшая женская роль второго плана                                    | • Энн Сотерн — «Самый достойный» (за роль Сью Эллен Геймедж)                                     |                                                                             |
| Лучшая музыка к фильму                                               |                                                                                                  | • Дмитрий Тёмкин за музыку к фильму «Падение Римской империи»               |
| Лучшая музыка к фильму                                               | • Джерри Голдсмит — «Семь дней в мае»                                                            |                                                                             |
| Лучшая музыка к фильму                                               | • Лоуренс Розенталь — «Бекет»                                                                    |                                                                             |
| Лучшая музыка к фильму                                               | • Ричард М. Шерман и Роберт Б. Шерман — «Мэри Поппинс»                                           |                                                                             |
| Лучшая музыка к фильму                                               | • Микис Теодоракис — «Грек Зорба»                                                                |                                                                             |
| Лучшая песня                                                         | • Circus World — «Мир цирка» — музыка: Дмитрий Тёмкин, слова: Нед Вашингтон                      | • Circus World — «Мир цирка» — музыка: Дмитрий Тёмкин, слова: Нед Вашингтон |
| Лучшая песня                                                         | • Dear Heart — «Дорогое сердце» — музыка: Генри Манчини, слова: Рэй Эванс и Джей Ливингстон      |                                                                             |
| Лучшая песня                                                         | • From Russia With Love — «Из России с любовью» — музыка и слова: Лайонел Барт                   |                                                                             |
| Лучшая песня                                                         | • Sunday In New York — «Воскресенье в Нью-Йорке» — музыка и слова: Кэрролл Коатс и Питер Неро    |                                                                             |
| Лучшая песня                                                         | • Where Love Has Gone — «Куда ушла любовь» (англ.) — музыка: Джимми Ван Хэйсен, слова: Сэмми Кан |                                                                             |
| Лучший дебют актёра                                                  | • Харви Преснелл — «Непотопляемая Молли Браун»                                                   | • Харви Преснелл — «Непотопляемая Молли Браун»                              |
| Лучший дебют актёра                                                  | • Джордж Сигал — «Новые интерны» (англ.)                                                         |                                                                             |
| Лучший дебют актёра                                                  | • Хаим Тополь — «Салах Шабати»                                                                   |                                                                             |
| Лучший дебют актрисы                                                 |                                                                                                  |                                                                             |
| • Миа Фэрроу — «Пушки при Батаси» (англ.)                            |                                                                                                  |                                                                             |
| • Селия Кэй — «Остров голубых дельфинов» (англ.)                     |                                                                                                  |                                                                             |
| • Мэри Энн Мобли — «Get Yourself a College Girl»                     |                                                                                                  |                                                                             |
| Лучший иностранный фильм (Samuel Goldwyn International Award)        |                                                                                                  |                                                                             |
| • Салах Шабати / סאלח שבתי (Израиль)                                 |                                                                                                  |                                                                             |
| • Брак по-итальянски / Matrimonio all'italiana (Италия)              |                                                                                                  |                                                                             |
| • Девушка с зелеными глазами / Girl with Green Eyes (Великобритания) |                                                                                                  |                                                                             |
| • Человек из Рио / L'homme de Rio (Франция)                          |                                                                                                  |                                                                             |
| • Мафиозо / Mafioso (Италия)                                         |                                                                                                  |                                                                             |
| • El pozo (Мексика)                                                  |                                                                                                  |                                                                             |

### Телевизионные награды
| Категории            | Лауреаты и номинанты                                | Лауреаты и номинанты                             |
| -------------------- | --------------------------------------------------- | ------------------------------------------------ |
| Лучшое ТВ-шоу        | • Жулики / The Rogues                               | • Жулики / The Rogues                            |
| Лучшое ТВ-шоу        | • Вертикальный взлёт / Twelve O'Clock High          |                                                  |
| Лучшое ТВ-шоу        | • Семейка Мюнстров / The Munsters                   |                                                  |
| Лучшое ТВ-шоу        | • Шоу Рэда Скелтона / The Red Skelton Show          |                                                  |
| Лучшое ТВ-шоу        | • Венди и я / Wendy and Me                          |                                                  |
| Лучший актёр на ТВ   |                                                     | • Джин Барри — «Правосудие Берка» (англ.)        |
| Лучший актёр на ТВ   | • Ричард Кренна — «Люди Слэттери» (англ.)           |                                                  |
| Лучший актёр на ТВ   | • Джеймс Францискус — «Мистер Новак» (англ.)        |                                                  |
| Лучший актёр на ТВ   | • Дэвид Джэнссен — «Беглец»                         |                                                  |
| Лучший актёр на ТВ   | • Роберт Вон — «Человек от Д.Я.Д.И.» (англ.)        |                                                  |
| Лучшая актриса на ТВ |                                                     | • Мэри Тайлер Мур — «Шоу Дика Ван Дайка» (англ.) |
| Лучшая актриса на ТВ | • Дороти Мэлоун — «Пейтон-Плейс»                    |                                                  |
| Лучшая актриса на ТВ | • Ивет Мимо — «Доктор Килдэр» (англ.)               |                                                  |
| Лучшая актриса на ТВ | • Элизабет Монтгомери — «Моя жена меня приворожила» |                                                  |
| Лучшая актриса на ТВ | • Джули Ньюмар — «Моя живая кукла» (англ.)          |                                                  |

### Специальные награды
| Награда                                                     | Лауреаты      | Лауреаты              |
| ----------------------------------------------------------- | ------------- | --------------------- |
| Премия Сесиля Б. Де Милля (Награда за вклад в кинематограф) | Джеймс Стюарт | • Джеймс Стюарт       |
| Премия Генриетты Henrietta Award (World Film Favorites)     |               | • Марчелло Мастроянни |
| Премия Генриетты Henrietta Award (World Film Favorites)     | Софи Лорен    | • Софи Лорен          |